# Gerald Levert
Gerald Levert (13 de julio de 1966 - 10 de noviembre de 2006 en Cleveland, Ohio) fue un cantante de R&B, uno de varios de la familia musical Levert. Su padre, Eddie Levert, es el líder vocal del grupo de soul de los 70 The O'Jays. Gerald Levert formaba junto con su hermano Sean Levert, y con Marc Gordon, el trío de R&B LeVert.
Durante la década de los 80 y principios de los 90, LeVert grabó varios éxitos como "Pop, Pop, Pop, Pop (Goes My Mind)", "Casanova" y "ABC-123" (no confundir con el tema de Jackson 5 de mismo nombre). Como solista, los sencillos de éxito de Gerald fueron "I'd Give Anything (to Fall in Love)", "You Got That Love" y "Mr. Too Damn Good to You".
Gerald y Eddie han colaborado en muchas ocasiones, y juntos han grabado un álbum titulado Father and Son.
En 2005, la hija de Gerald apareció en un episodio del show de MTV "My Super Sweet Sixteen".